# Sam Davis
Samuel Davis (Ocilla, Georgia, 1944. július 4. – McKeesport, Pennsylvania, 2019. szeptember 10.) Super Bowl-győztes amerikai amerikaifutball-játékos.

## Pályafutása
Az Allen University csapatában játszott. 1967 és 1979 között a Pittsburgh Steelers játékosa volt. Négy Super Bowl győzelmet ért el a csapattal.

## Sikerei, díjai
- Super Bowl
  - győztes (4): 1975, 1976, 1979, 1980